# Dantes Adriacus

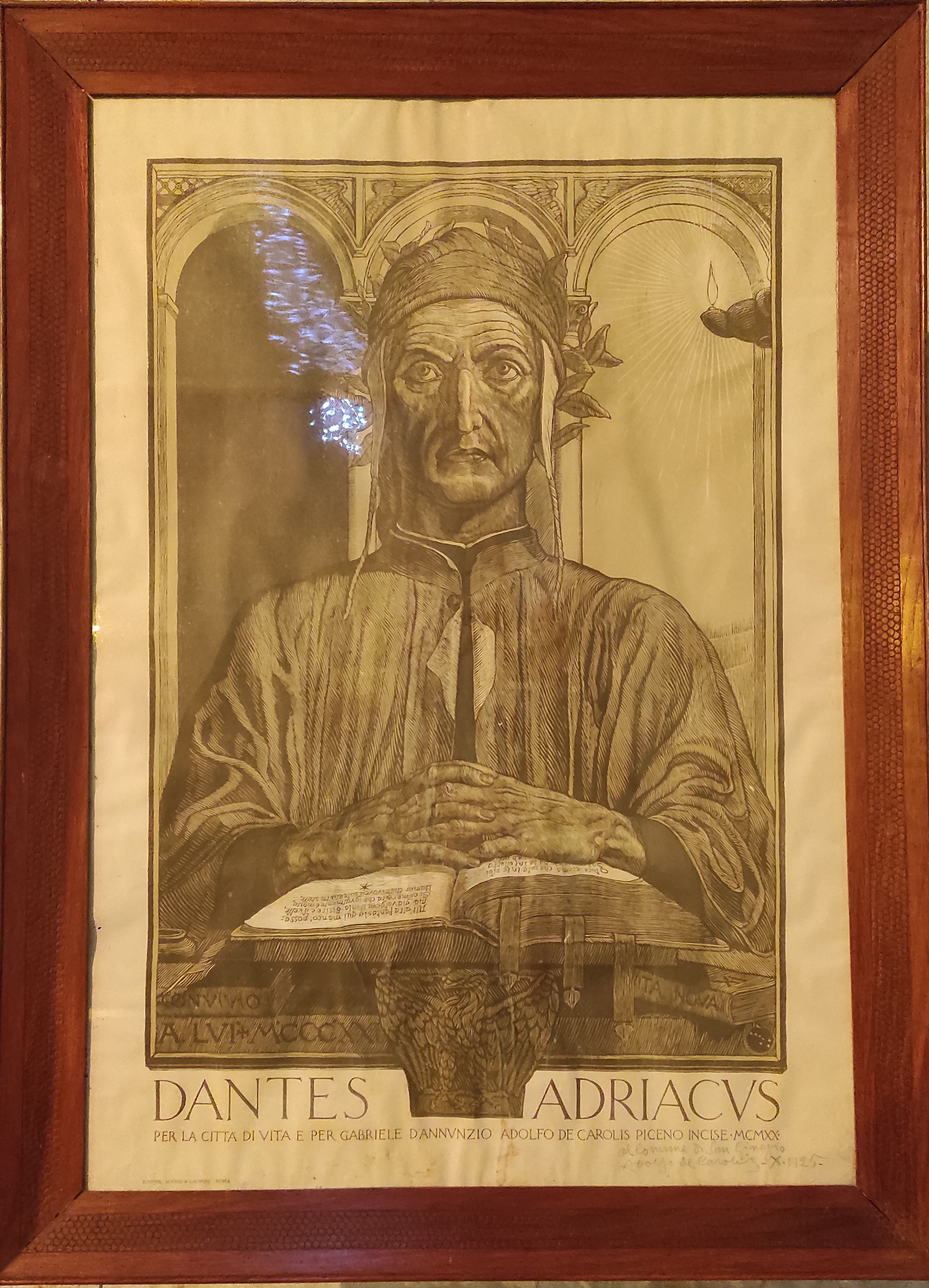
Dantes Adriaticus, xilografia conservata a San Ginesio

Il Dantes Adriacus è una xilografia, in stile liberty-preraffaellita, originaria del 1920 di Adolfo De Carolis, creata in occasione del sesto centenario della morte di Dante Alighieri. Il titolo dell'opera deriva da un suggerimento di Gabriele D'Annunzio al De Carolis, all'epoca illustratore delle sue opere. Infatti, donò una copia dell'originale proprio al poeta che la chiamò "Dantes Adriacus". Le versioni del Dante Adriacus riportano la dedica "per la città di vita e per gabriele d'annunzio adolfo de carolis piceno incise mcmxx", mentre un'altra versione conosciuta semplicemente come "Dante Alighieri" non riporta la seguente dicitura.
Nel primo piano dell'opera troviamo una rappresentazione di Dante a mezzo busto frontalmente allo spettatore con la corona d'alloro in capo. Le sue mani sono incrociare tra loro e poste sopra alla sua opera principale, la Divina Commedia, precisamente sugli ultimi versi del Paradiso (A l’alta fantasia qui mancò possa; ma già volgeva il mio disio e ’l velle,
sì come rota ch’igualmente è mossa, l’amor che move il sole e l’altre stelle.). In prossimità della mani troviamo altri due libri, sempre opere di Dante, precisamente il Convivio a sinistra e Vita Nova a destra. Sullo sfondo troviamo tre arcate diversamente illuminate, che simboleggiano le tre cantiche: quella di sinistra rappresenta l’Inferno, quella centrale il Purgatorio e quella di destra, con una lucerna accesa che rappresenta la Sapienza, il Paradiso.
Adolfo De Carolis donò varie xilografie a numerosi Comuni, come San Ginesio nel 1925, con dedica dello stesso autore, e Montefiore dell'Aso. Anche D'Annunzio fece lo stesso: Ravenna, Trento e Trieste, hanno la xilografia con una dedica unica e diversa dello stesso D'Annunzio. Altre xilografia si possono trovare a Piacenza, nella Galleria d’arte moderna Ricci Oddi.